# Stuart Taylor
Stuart James Taylor, född 28 november 1980 i Ramford, England, är en engelsk fotbollsmålvakt.

## Klubbar
- 1997-2005 Arsenal FC
- 1999 Bristol Rovers FC (Utlånad)
- 2000 Crystal Palace FC (Utlånad)
- 2001 Peterborough United FC (Utlånad)
- 2004-2005 Leicester City FC (Utlånad)
- 2005-2009 Aston Villa FC
- 2009 Cardiff City (Utlånad)
- 2009-2012 Manchester City
- 2012-2014 Reading
- 2013 Yeovil Town (Utlånad)
- 2014-2015 Leeds United
- 2016-2018 Southampton

## Fotnoter
1. ↑  transfermarkt.com, transfermarkt.com spelar-ID: 3190, läst: 9 oktober 2017.[källa från Wikidata]